# Keshia Baker
Keshia Baker (Fairfield, 30 de janeiro de 1988) é uma atleta norte-americana, especialista nos 400 metros.
Foi campeã olímpica dos 4x400 m rasos em Londres 2012.